# Хенинг Шьонфелд
Хенинг Шьонфелд (на немски: Henning Schönfeld) е немски офицер, служил по време на Първата и Втората световна война.

## Биография

#### Ранен живот и Първа световна война (1914 – 1918)
Хенинг Шьонфелд е роден на 19 май 1894 година в Шчечин, Германска империя. През 1912 г. се присъединява към армията. Произведен е в офицер през 1913 г. През септември 1918 г. е уволнен с чин почетен капитан от кавалерията (Charaktersitik Rittmeister).

##### Междувоенен период
През 1934 г. се присъединява отново към армията и служи в пехотни и кавалерийски подразделения.

#### Втора световна война (1939 – 1945)
Между 1939 и 1940 г. командва 20-и разузнавателен батальон. След това е инспектор на мобилните войски към Главното командване на сухопътните войски. Между 1943 и 1944 г. команда 949-и пехотен полк. След това от 5 септември до 13 декември 1944 г. поема 2-ра танкова дивизия. На 1 декември 1944 г. е произведен в чин генерал-майор. По време на Арденската офанзива и 15 дни след повишението е снет от командване. Не получава други назначения до края на войната.

##### Пленяване и смърт
Пленен е от британците след края на войната и е освободен две години по-късно. Умира на 11 март 1958 г. в Бон, Германия.

## Военна декорация
| - Германски орден „Железен кръст“ (1914) – II (?) и I степен (?) - Сребърни пластинки към ордена Железен кръст (1939) – II (2 октомври 1939) и I степен (13 септември 1939) - Германски орден „Кръст на честта“ (?) - Германско отличие „За заслуга във Вермахта“ (1938) – IV и III степен (5 август 1938) | - Германска „Танкова значка“ (? юни 1940) - Германска „Значка за раняване“ (?) – черна (?) - Рицарски кръст (15 август 1940) |